# Bistum Toulon
Das Bistum Toulon (lateinisch Dioecesis Tolonensis) war eine in Südfrankreich gelegene römisch-katholische Diözese mit Sitz in Toulon.

## Geschichte

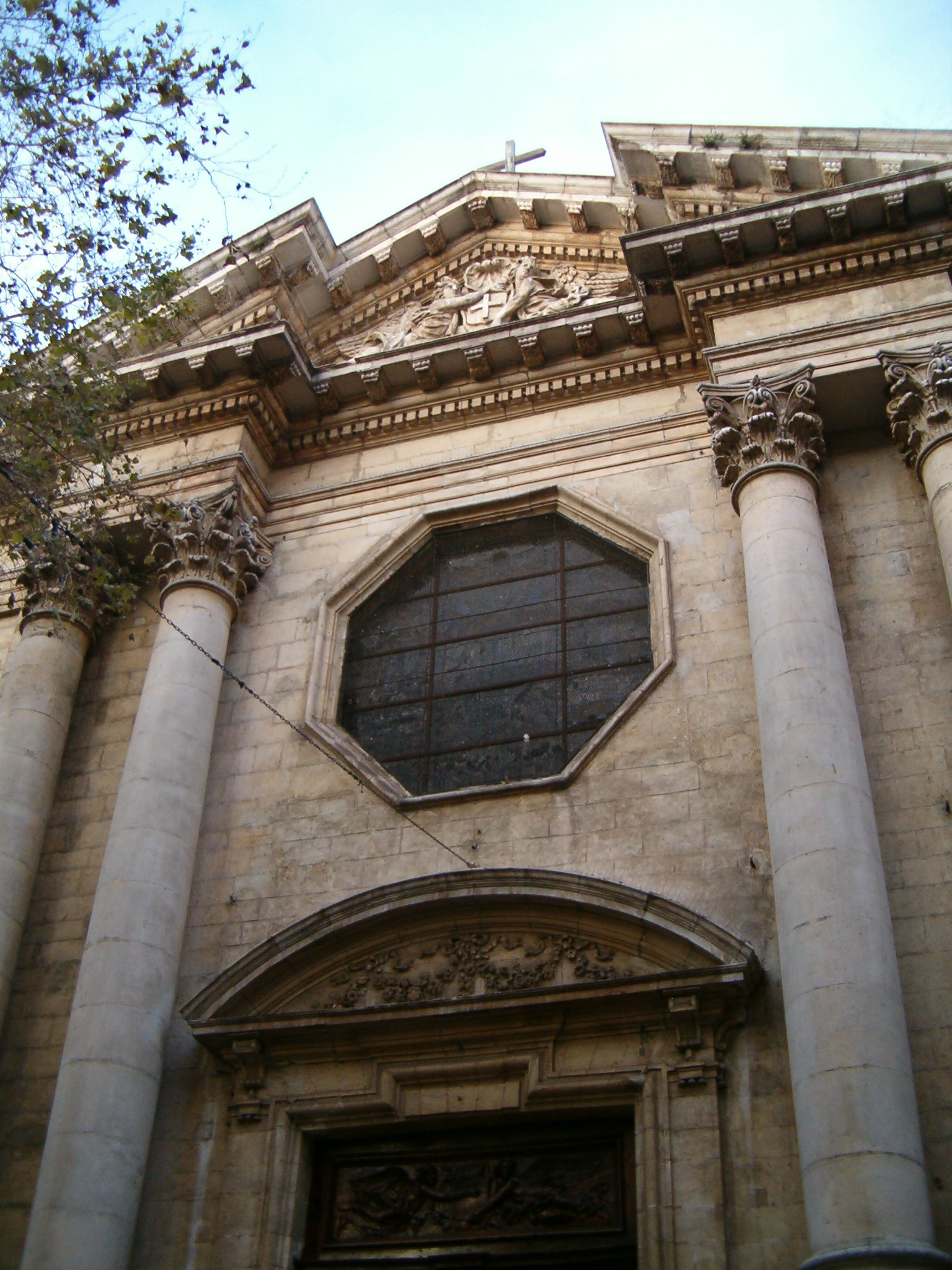
Kathedrale Sainte-Marie-Majeure ou de-la-Sède in Toulon

Das Bistum Toulon wurde im 4. Jahrhundert errichtet. Erster Bischof war Honoratus. Im 5. Jahrhundert wurde das Bistum Toulon dem Erzbistum Aix als Suffraganbistum unterstellt.
Am 29. November 1801 wurde das Bistum Toulon infolge des Konkordates von 1801 durch Papst Pius VII. mit der Päpstlichen Bulle Qui Christi Domini aufgelöst und sein Territorium wurde dem Erzbistum Aix angegliedert. Mit der bourbonischen Restauration wurde dessen Gebiet aus dem von Aix wieder ausgegliedert und mit dem des Bistums Fréjus zusammengefasst, das sich nunmehr mit dem des jeweiligen Départements Var deckt.
1957 wurde das Bistum Fréjus in Fréjus-Toulon umfirmiert und die Stadt Toulon ist seither wieder Bischofssitz.